# Tolmeeta
Tolmeeta (arabă طلميتة) este un oraș în Libia.